# Raúl Fabiani
Raúl Fabiani (Valência, 23 de fevereiro de 1984) é um futebolista profissional guineense que atua como atacante.

## Carreira
Raúl Fabiani integrou a Seleção Guinéu-Equatoriana de Futebol que disputou o Campeonato Africano das Nações de 2015.